# Maladera curtipes
Maladera curtipes är en skalbaggsart som beskrevs av Moser 1915. Maladera curtipes ingår i släktet Maladera och familjen Melolonthidae. Inga underarter finns listade i Catalogue of Life.